# Hapalopilus rutilans
A Hapalopilus rutilans é uma espécie de fungo poliporo da família Polyporaceae. Descrita oficialmente em 1821, foi transferida para o gênero atual Hapalopilus seis décadas depois. Essa espécie amplamente distribuída é encontrada em cinco continentes. Ela cresce na madeira morta caída ou em pé de árvores decíduas, nas quais frutifica individualmente, em grupos, fundidos ou em agrupamentos sobrepostos. Os basidiomas são marrom-alaranjados canela, em formato de rim a semicirculares. A parte inferior do basidioma apresenta uma superfície porosa amarelada a marrom com pequenos poros angulares, dos quais os esporos são liberados.
Os basidiomas são neurotóxicos se ingeridos, um efeito atribuído ao ácido polipórico, que está presente em altas concentrações. Quando uma solução alcalina é colocada sobre o fungo, a carne se torna violeta. O fungo é usado no tingimento com cogumelos para produzir cores roxas.

## Taxonomia
A espécie foi descrita pela primeira vez em 1791 pelo micologista francês Pierre Bulliard, que a chamou de Boletus suberosus. No entanto, esse nome já havia sido usado anteriormente por Carl Linnaeus (para uma espécie agora conhecida como Polyporus suberosus) e, portanto, o nome de Bulliard era um homônimo ilegítimo. Em 1821, Elias Magnus Fries publicou a espécie como Polyporus nidulans. Em 1881, Petter Karsten transferiu-a para seu gênero atual, Hapalopilus, como a espécie-tipo. O fungo foi transferido para vários gêneros ao longo de sua história taxonômica, incluindo Boletus (Kurt Sprengel, 1827), Inonotus (Petter Karsten, 1881), Phaeolus (Narcisse Théophile Patouillard, 1900), Polystictus (François-Xavier Gillot e Jean Louis Lucand, 1890) e Agaricus (Ernst Hans Ludwig Krause, 1933).
O nome Boletus rutilans, publicado por Christiaan Hendrik Persoon em 1798, e mais tarde transferido para Hapalopilus por William Alphonso Murrill em 1904, é o nome atualmente aceito. Murrill observou: "Quando Fries estudou a planta, ele lhe deu o nome de P. nidulans, seguindo-o com P. rutilans de Persoon, que, ele ingenuamente observou, talvez fosse uma variedade de P. nidulans. As duas espécies foram mantidas distintas por Berkeley, mas ele tinha pouco e pobre material e evidentemente não as conhecia intimamente". De acordo com o MycoBank, embora o nome Boletus rutilans tenha sido sancionado por Fries em seu livro Observationes mycologicae, de 1818, suas observações no texto sugerem que ele reconheceu que as espécies eram as mesmas e, posteriormente, o nome não foi sancionado contra P. nidulans. De acordo com o micologista do Field Museum, Patrick Leacock, no entanto, Fries (1818) não foi uma obra sancionada, embora ambos os nomes tenham sido sancionados posteriormente por Fries em sua obra Systema Mycologicum, de 1821. Como ambos os nomes foram sancionados e o basiônimo de H. rutilans foi publicado antes (em 1798), Leacock sugere que esse nome deve ter prioridade. Em janeiro de 2025, tanto o MycoBank quanto o Index Fungorum tratam H. nidulans como sinônimo de H. rutilans.
O epíteto específico rutilans significa "vermelho-alaranjado" em latim, enquanto o epíteto nidulans significa "nidificação".

## Descrição

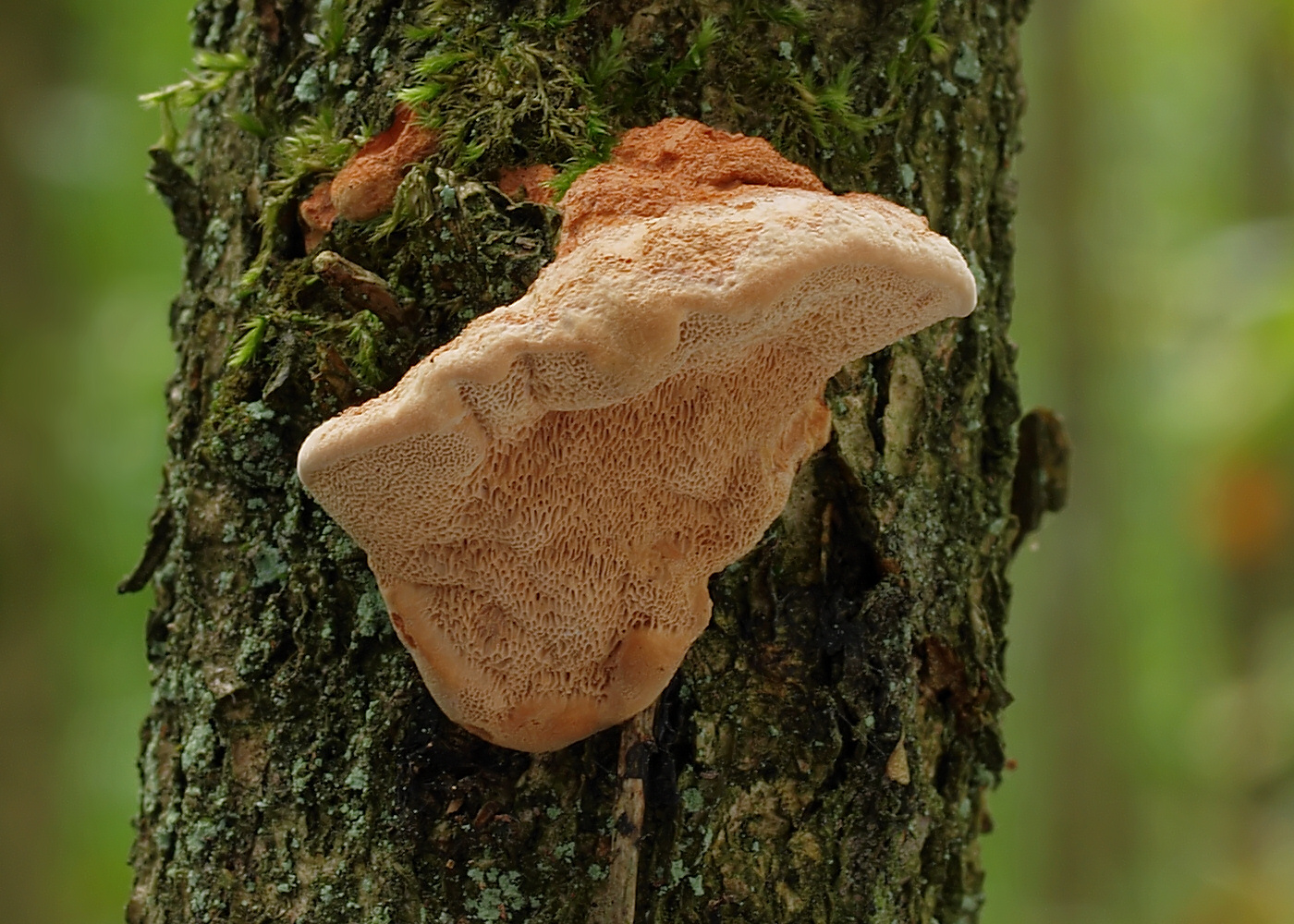
Os basidiomas em forma de rim são canela-marrom-alaranjados, com uma textura aveludada.

O píleo é em forma de leque ou rim, a semicircular e convexo, e atinge um diâmetro de 2,5 a 12 cm. Não possui um estipe e, em vez disso, está amplamente preso ao substrato. Os basidiomas são inicialmente macios e esponjosos, mas tornam-se duros e quebradiços quando perdem a umidade. A superfície do píleo é coberta de pelos emaranhados, tem sulcos concêntricos rasos e uma cor marrom-alaranjada opaca. A carne tem até 3 cm de espessura na parte mais grossa e é de cor canela clara. A superfície dos poros é amarelada a amarronzada, e os poros são angulares, com cerca de 2 a 4 por milímetro. Nos basidiomas jovens, a superfície dos poros apresenta hematomas marrom-avermelhados. O odor e o sabor do cogumelo variam de adocicado a indistinto.

### Características microscópicas
A esporada é branca. Os esporos são elípticos a cilíndricos, lisos, hialinos (translúcidos) e medem de 3,5 a 5 por 2 a 3 μm. Os basídios (células portadoras de esporos) têm formato de taco e quatro esporos, com dimensões de 18 a 22 por 5 a 5,6 μm. A H. rutilans tem um sistema hifal monomítico, contendo apenas hifas generativas com fíbulas. Na carne, essas hifas têm paredes grossas e são altamente ramificadas, medindo até 10 μm de diâmetro; as hifas que compreendem os poros e o sub-hímen são mais finas (até 6 μm de largura) e menos ramificadas. Um teste químico pode ser usado para ajudar a identificar a H. rutilans: todas as partes do basidioma ficarão instantaneamente com uma coloração violeta brilhante se uma gota de uma solução alcalina for aplicada. O hidróxido de potássio (KOH) diluído (3-10%) é frequentemente usado para essa finalidade.

### Espécies semelhantes
Vários outros poliporos têm aparência semelhante à da H. rutilans e podem ser confundidos com ela. A Phellinus gilvus tem um píleo fibroso amarelado a amarelo-ferrugem, carne marrom-amarelada que mancha de preto em KOH e uma superfície de poros marrom-acinzentada a marrom-escura. A Hapalopilus croceus produz basidiomas grandes com píleos de até 20,5 cm de diâmetro; sua superfície de poros é laranja-avermelhada brilhante quando fresca e sua carne mancha-se de vermelho com KOH. A Pycnoporus cinnabarinus tem um basidioma mais resistente e é de cor vermelha mais brilhante. O comestível Fistulina hepatica pode ser facilmente confundido com a H. rutilans. Ele tem basidiomas macios e vermelho-sangue que exsudam suco vermelho. Também comestível, a Laetiporus sulphureus tem basidiomas amarelos brilhantes cuja cor desbota com a idade.

## Habitat e distribuição
Uma espécie saprófita, a Hapalopilus rutilans causa podridão branca em seu hospedeiro. Os cogumelos crescem individualmente, em grupos, fundidos ou em aglomerados sobrepostos na madeira de árvores decíduas mortas e em decomposição. Os hospedeiros preferenciais incluem Quercus (carvalho), Fagus (faia) e Betula (bétula), embora em raras ocasiões também tenha sido registrado em madeira de coníferas. Na Europa Central, seu hospedeiro preferido é o carvalho, enquanto no norte da Europa é encontrado mais comumente em Corylus e Sorbus. A frutificação geralmente ocorre do início do verão ao outono, mas os cogumelos resistentes são persistentes e podem ser encontrados fora da estação de crescimento normal.
A Hapalopilus rutilans tem uma distribuição principalmente circumboreal na zona temperada do norte, e foi encontrada no norte da África, Ásia, Europa e América do Norte. Fora dessa região, foi registrada na Austrália, e Oceania. Na América do Norte, onde pode ser encontrada tão ao norte quanto nos Territórios do Noroeste do Canadá, é mais comum na parte leste e sudoeste do continente. Na Europa, sua distribuição ao norte se estende até Porsanger, na Noruega. Relatada pela primeira vez na Índia em 2011, foi encontrada em depósitos florestais de Chhattisgarh, crescendo nas toras armazenadas de várias árvores nativas: Anogeissus latifolia, Chloroxylon swietenia, Desmodium oojeinense, Shorea robusta e Terminalia elliptica.
Entre as espécies de besouros que habitam e criam seus filhotes nos basidiomas da Hapalopilus rutilans estão Sulcacis affinis, Hallomenus axillaris, H. binotatus e Orchesia fasciata.

## Química e toxicidade
É um mito comum que nenhum poliporo é perigoso. Os cogumelos da H. rutilans são neurotóxicos se ingeridos. A toxina foi identificada como ácido polipórico, um composto terfenil identificado pela primeira vez em uma cultura micelial do fungo em 1877. Essa substância química, presente em 20-40% do peso seco dos basidiomas, inibe a enzima diidroorotato desidrogenase. Ele é encontrado em outros cogumelos, mas em quantidades muito menores. Em um caso de envenenamento relatado em 1992, uma família alemã que consumiu H. rutilans apresentou náusea, movimento prejudicado, deficiência visual, insuficiência hepática e renal; os sintomas começaram cerca de 12 horas após o consumo do cogumelo. Além disso, a urina de todas as três vítimas de envenenamento ficou temporariamente violeta. Elas se recuperaram totalmente uma semana depois. Sintomas e recuperação semelhantes foram relatados em um caso de envenenamento em 2013, no qual o fungo foi confundido com a Fistulina hepatica comestível. O conjunto de sintomas decorrentes do consumo de H. rutilans foi chamado de síndrome neurotóxica retardada.
A Hapalopilus rutilans é muito apreciada por aqueles que fazem corantes de cogumelos. Quando usados em combinação com fixadores alcalinos, os cogumelos podem produzir cores violetas impressionantes.